# Ha (thần)
Ha (tiếng Ai Cập: ḥꜣ) là vị thần cai quản vùng đất phía tây trong tôn giáo Ai Cập cổ đại. Cũng như Seth, Ha là vị thần canh giữ sa mạc và các ốc đảo phía tây của Ai Cập.

## Thần thoại
Ha đã được biết đến ngay từ thời kỳ Sơ triều đại. Tuy nhiên, đến tận triều đại của nữ vương Hatshepsut (Vương triều thứ 18) thì hiện thân dưới dạng hình người của ông mới được biết đến. Ha có thể được phần biệt với các thần hình người khác nhờ vào biểu tượng 3 ngọn đồi trên đầu biểu thị cho "sa mạc" hoặc "ngoại bang", đôi khi ông cầm trên tay con dao hoặc cung tên để nhấn mạnh vai trò bảo hộ.
Ha là thần bảo hộ của Oxyrhynchus, nome thứ 19 của Thượng Ai Cập, và ốc đảo Bahariya gần đó. Là vị thần của phương tây, Ha được dâng tôn hiệu "Lãnh chúa phương Tây", cùng với Lãnh chúa phương Đông Sopdu trấn giữ hai bờ biên giới Ai Cập. Ở phía đông, Sopdu đối đầu trước những thế lực từ các vương quốc Tây Á, còn ở phía tây, Ha ngăn bước xâm lăng của người Libya.
Ở Edfu, với vai trò là thần của sa mạc, Ha có trách nhiệm cung cấp cát trong việc đặt nền móng, là nghi lễ cực kỳ quan trọng khi xây cất các đền đài. Ha được khắc họa tại các ốc đảo phía tây sông Nin, như tại Kharga (tập trung ở đền Hibis), Bahariya (nơi thờ chính) và Dakhla (nguyện đường của thần Tutu vùng Kellis).
Dù có nguồn gốc cổ xưa, nhưng rất ít tư liệu ghi lại về thần thoại của Ha. Ngoài ra, bạn đồng hành bên cạnh Ha là một vị thần còn ít được biết đến hơn là Igai (hoặc Ga), có tôn hiệu "Lãnh chúa Ốc đảo phương Nam", trông coi các ốc đảo Kharga và Dakhla. Cả hai đều được đề cập trong một bản Văn khắc Quan tài có thể tạm dịch như sau: "Đừng mục nát như Ha và đừng co rúm như Ga", hàm ý cầu mong cho thể xác không bị phân hủy nơi cõi âm, cũng là một cách liên hệ các đặc tính địa hình sa mạc với trạng thái thể xác sau khi chết.